# BitchX

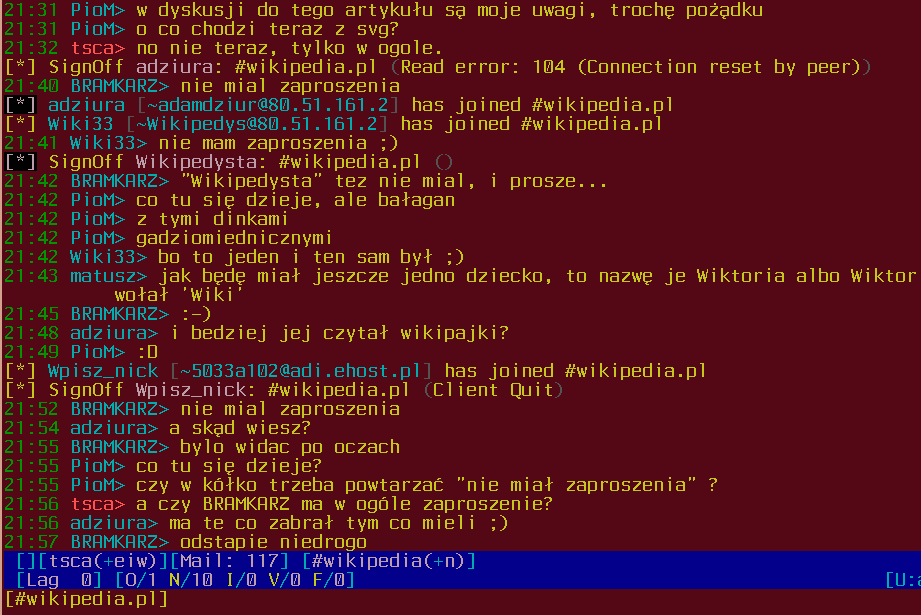
BitchX otwarty na kanale #wikipedia.pl, 2004

BitchX – program komputerowy, klient usługi Internet Relay Chat (IRC) napisany w języku C. BitchX działa w trybie tekstowym lub środowisku tekstowym emulowanym przy użyciu biblioteki GTK+ (przez co jest mniej rozbudowany graficznie niż inny klient IRC, XChat).
BitchX działa na większości systemów operacyjnych typu Unix, a jego kod źródłowy, bazujący na programie ircII, jest dostępny na licencji BSD.